# 6 de janeiro na Igreja Ortodoxa

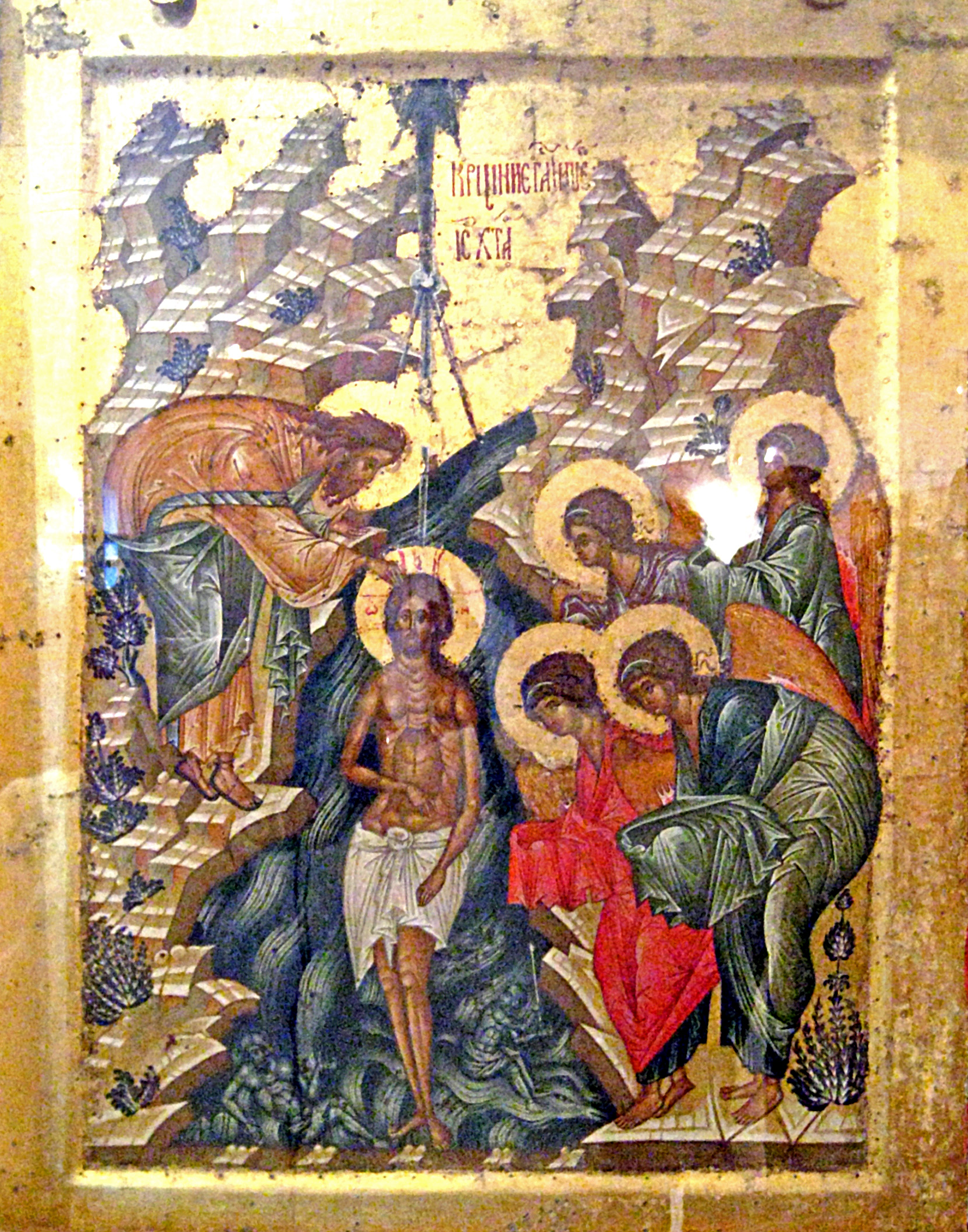
Ícone da teofania pintado no Mosteiro de Cirilo Belozerskiy, nos arredores de Kirillov, no Oblast de Vologda, em 1497

Esta página trata das comemorações relativas ao dia 6 de janeiro no ano litúrgico ortodoxo.
Todas as comemorações fixas abaixo são comemoradas no dia 19 de janeiro pelas igrejas ortodoxas sob o Velho Calendário. No dia 6 de janeiro do calendário civil, as igrejas sob o Velho Calendário celebram as comemorações listadas no dia 24 de dezembro.

## Festas
- A Santa Teofania de Nosso Senhor, Deus e Salvador Jesus Cristo (Batismo do Senhor) - Procissão da Cruz com Grande Bênção das Águas[1][2][3]

## Santos

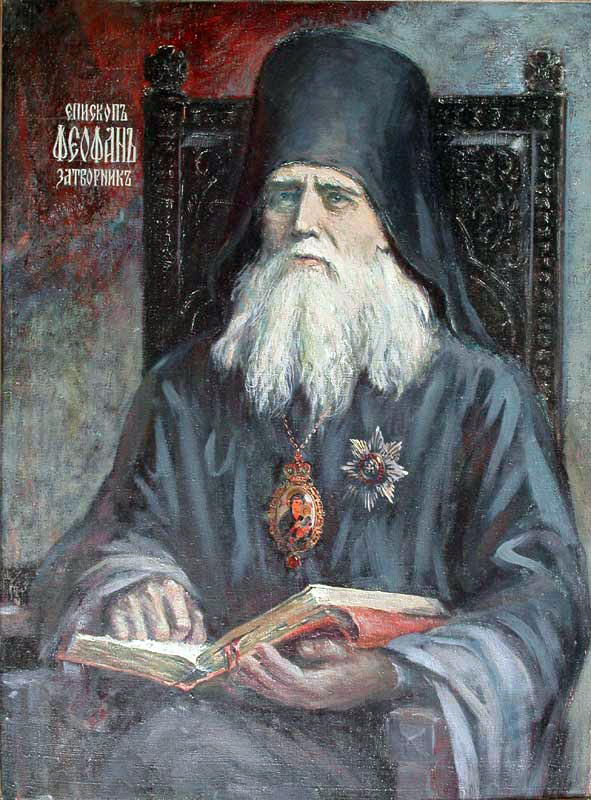
Pintura de São Teófano o Recluso

- Mártires do noroeste da África queimados por Sétimo Severo (c. 210)[4]
- Virgem-Mártir Macra, de Reims, martirizada em Fismes (287)[4]
- Mártires Anastácio, Jucundo, Floro, Floriano, Pedro, Ratites, Tácia e Tílis, em Sírmio (século IV)[4]
- Venerável Evágrio de Nítria (415)[5]
- Santo Hiuíno, provavelmente companheiro de São Catamano em sua jornada da Bretanha à Cornualha e Gales (516)[4]
- São Melânio, Bispo de Rennes (c. 535)[4]
- Santo Eterno (Ederyn) (século VI)[4]
- Santo Eigrado, irmão de São Sansão de Dol (século VI)[4]
- São Escotino (Scarthin), discípulo de São David (século VI)[4]
- São Merino (Mirren, Mirin) (século VI)[4]
- São Pedro de Cantuária (c. 607)[4]
- Venerável Mártir Jorge o Persa (615)[6]
- São Dimas (Diman, Dima), Bispo de Connor, na Irlanda (658)[4]
- Venerável Viltrude (Wiltrudis), primeira abadessa do convento de Bergen, Neuburgo do Danúbio (986)[4]
- São Frederico de Arras (1020)[4]
- Mártir Assad o Alfaiate (1218)[7]
- Novo Hieromártir Romano, padre de Lacedemônia, em Constantinopla, pela espada (1695)[1][8]
- São Teófano o Recluso, Bispo de Tambov (1894)[1][9]
- São Laurêncio do Convento de Chernigov, Taumaturgo (1950)[1][10][9]
- Santo Hieromártir Arcipreste André Zimin, sua esposa Lídia Alexandrovna, sua sogra Dominica Petrovna Shmarovna, suas duas filhas e sua serva Maria, de Ussuriysk, Krai do Litoral, Sibéria (1919)[1][11][12]

## Outras Comemorações
- Repouso do Monge-Schema Nicolau de Valaam (1824)[1][13]
- Repouso do Monge-Schema Sérgio (Yanovsky) (1876)[1][14]